# Fußball-Weltmeisterschaft 2026/Qualifikation (OFC)

Der Kontinentalverband OFC

Den Verbänden der ozeanischen Fußballkonföderation (OFC) stand zum ersten Mal in der Geschichte ein fester Startplatz für die Fußball-Weltmeisterschaft 2026 zu. Einen möglichen zweiten Startplatz in der Endrunde kann sich eine weitere Mannschaft beim interkontinentalen Play-off-Turnier sichern. An der Qualifikation nahmen alle elf Verbände der OFC teil, die auch Mitglied des Weltverbandes FIFA sind. Kiribati sowie Tuvalu sind lediglich assoziierte Mitglieder der OFC, keine FIFA-Mitglieder und nahmen daher nicht an der Qualifikation teil.

## Reglement der FIFA
Gemäß FIFA-Regularien können die Vorrundenspiele in Form von Gruppenspielen und Pokalspielen jeweils in Hin- und Rückspielen ausgetragen werden oder in Ausnahmefällen in Turnierform in einem der beteiligten Länder. In den Gruppenspielen werden drei Punkte für einen Sieg vergeben und je einer für ein Unentschieden. Es entscheiden folgende Kriterien:
1. höhere Anzahl Punkte
2. bessere Tordifferenz
3. höhere Anzahl erzielter Tore
4. höhere Anzahl Punkte aus den Direktbegegnungen zwischen den punkt- und torgleichen Mannschaften
5. bessere Tordifferenz aus den Direktbegegnungen zwischen den punkt- und torgleichen Mannschaften
6. höhere Anzahl Tore aus den Direktbegegnungen zwischen den punkt- und torgleichen Mannschaften
7. höhere Anzahl Auswärtstore aus den Direktbegegnungen zwischen den punkt- und torgleichen Mannschaften, wenn nur zwei Mannschaften betroffen sind.
8. Niedrigere Anzahl Punkte (Fair-Play-Punkte) durch Gelbe und Rote Karten (Gelbe Karte 1 Punkt, Gelb-Rote 3 Punkte, Rote Karte 4 Punkte, Gelbe Karte auf die eine direkte Rote Karte folgt 5 Punkte)
9. Losziehung

In den Pokalspielen wird bei Torgleichheit nach den beiden Spielen eine Verlängerung gespielt. Erzielt in der Verlängerung keine der Mannschaften mehr Tore als die andere, wird die Begegnung im Elfmeterschießen entschieden.

## Modus
Die Qualifikation fand in drei Runden statt. In der ersten Runde im September 2024 spielten die vier niedrigstplatzierten Mannschaften in der FIFA-Weltrangliste vom 18. Juli 2024 ein K.-o.-Turnier in Samoa aus. Der Sieger füllte in der zweiten Runde den fehlenden Platz in Gruppe B aus. Die zweite Runde wurde im Oktober und November 2024 als einfaches Rundenturnier ausgetragen, wobei die Spiele je Gruppe pro Spieltag an einem zentralen Ort stattfanden. Die beiden Gruppenersten und -zweiten erreichten die dritte Runde.
Die vier Mannschaften der dritten Runde spielten im März 2025 in einem weiteren K.-o.-Turnier in Neuseeland den ozeanischen Teilnehmer bei der WM 2026 aus. Der unterlegene Finalist nimmt im März 2026 als ozeanischer Teilnehmer am interkontinentalen Play-off-Turnier teil.

## Erste Runde
Die erste Runde fand am 6. und 9. September 2024 statt. Die drei Spiele wurden im National Soccer Stadium in Apia (Samoa) ausgetragen.
Halbfinale
|                    | Ergebnis  |       |
| ------------------ | --------- | ----- |
| Cookinseln         | 1:3 (0:2) | Tonga |
| Amerikanisch-Samoa | 0:2 (0:0) | Samoa |

Finale
|       | Ergebnis             |       |
| ----- | -------------------- | ----- |
| Tonga | 1:2 n. V. (1:1, 1:0) | Samoa |

## Zweite Runde
Die Auslosung für die zweite Runde fand am 18. Juli 2024 statt.

### Gruppe A
Tabelle
| Pl. | Land            | Sp. | S | U | N | Tore    | Diff. | Punkte |
| --- | --------------- | --- | - | - | - | ------- | ----- | ------ |
| 1.  | Neukaledonien   | 3   | 2 | 1 | 0 | 007:400 | +3    | 07     |
| 2.  | Fidschi         | 3   | 1 | 2 | 0 | 005:400 | +1    | 05     |
| 3.  | Salomonen       | 3   | 1 | 0 | 2 | 004:500 | −1    | 03     |
| 4.  | Papua-Neuguinea | 3   | 0 | 1 | 2 | 005:800 | −3    | 01     |

Spielergebnisse
| 10.10.2024 | Suva (FJI)         | Neukaledonien | – | Papua-Neuguinea | 3:1 (2:0) |
| 10.10.2024 | Suva (FJI)         | Salomonen     | – | Fidschi         | 0:1 (0:1) |
| 14.11.2024 | Port Moresby (PNG) | Salomonen     | – | Neukaledonien   | 2:3 (2:1) |

### Gruppe B
Tabelle
| Pl. | Land       | Sp. | S | U | N | Tore    | Diff. | Punkte |
| --- | ---------- | --- | - | - | - | ------- | ----- | ------ |
| 1.  | Neuseeland | 3   | 3 | 0 | 0 | 019:100 | +18   | 09     |
| 2.  | Tahiti     | 3   | 2 | 0 | 1 | 005:300 | +2    | 06     |
| 3.  | Vanuatu    | 3   | 1 | 0 | 2 | 005:110 | −6    | 03     |
| 4.  | Samoa      | 3   | 0 | 0 | 3 | 001:150 | −14   | 0      |

| 11.10.2024 | Port Vila (VUT) | Neuseeland | – | Tahiti | 3:0 (1:0) |
| 12.10.2024 | Port Vila       | Vanuatu    | – | Samoa  | 4:1 (2:0) |
| 15.11.2024 | Hamilton (NZL)  | Samoa      | – | Tahiti | 0:3 (0:0) |

## Dritte Runde
Die dritte Runde wurde am 21. und 24. März 2025 in Neuseeland ausgetragen. Die beiden Halbfinals fanden im Wellington Regional Stadium in Wellington und das Finale im Eden Park in Auckland statt. Der Sieger, Neuseeland, qualifizierte sich für die WM-Endrunde. Der Zweitplatzierte, Neukaledonien, nimmt am WM-Play-off-Turnier teil.
Halbfinale
|               | Ergebnis  |         |
| ------------- | --------- | ------- |
| Neukaledonien | 3:0 (0:0) | Tahiti  |
| Neuseeland    | 7:0 (4:0) | Fidschi |

Finale
|               | Ergebnis  |            |
| ------------- | --------- | ---------- |
| Neukaledonien | 0:3 (0:0) | Neuseeland |

## Torschützenliste
Nachfolgend sind die besten Torschützen der Qualifikation aufgeführt. Bei gleicher Anzahl an Toren sind die Spieler nach den Spielminuten sortiert.
| Rang | Spieler              | Tore | Spielminuten |
| ---- | -------------------- | ---- | ------------ |
| 01   | Chris Wood           | 9    | 331          |
| 02   | Elijah Just          | 4    | 238          |
| 03   | Roy Krishna          | 3    | 270          |
| 04   | Tyler Bindon         | 3    | 360          |
| 05   | Georges Gope-Fenepej | 3    | 424          |
| 06   | Joseph Athale        | 3    | 450          |